# Col de la Madeleine (Val-Cenis)
Pour le col de la Madeleine reliant la Tarentaise et la Maurienne, voir Col de la Madeleine.
Le col de la Madeleine est un passage routier situé en France, dans les Alpes, dans la vallée de la Maurienne, sur la commune de Val-Cenis. Il correspond au point le plus haut de la route départementale 902 entre Lanslevillard et Bessans, à 1 746 mètres d'altitude, mais n'est pas à proprement parler un col de montagne.

## Situation
Le col de la Madeleine se trouve au cœur des Alpes françaises, en Haute-Maurienne, face à la pointe de Ronce dans le massif du Mont-Cenis au sud-est et aux pieds des pointes de la Frêche et de Vallonbrun dans le massif de la Vanoise au nord-ouest. En cet endroit de la vallée entre Lanslebourg en aval et Bessans en amont, l'Arc s'enfonce dans son lit, créant de petites gorges à travers un verrou glaciaire de la Clapera.
La route aménagée en rive droite s'élève alors jusqu'à un point haut. Initialement, ce point haut routier passe par le hameau du Collet implanté sur un léger replat dans le relief, au vrai col géographique de la Madeleine à 1 751 mètres d'altitude. Cependant, la route est par la suite rectifiée pour lui faire éviter le hameau du Collet, empruntant un itinéraire à flanc de montagne, au-dessus du lit de l'Arc. À la hauteur du Collet, cette nouvelle route franchit un point haut, marquant le nouveau col routier de la Madeleine où est implantée la signalisation routière correspondante à 1 746 mètres d'altitude.

## Cyclisme
L'ascension est pour la première fois répertoriée sur le Tour de France lors de la 19e étape de l'édition 2019. Elle est franchie en tête par Damiano Caruso.